# 편미분 방정식

수학에서 편미분 방정식(偏微分方程式, 영어: partial differential equation, 약자 PDE)은 여러 개의 독립 변수로 구성된 함수와 그 함수의 편미분으로 연관된 방정식이다. 각각의 변수들의 상관관계를 고려하지 않고 변화량을 보고 싶을 때 이용할 수 있으며, 상미분방정식에 비해 응용범위가 훨씬 크다. 소리나 열의 전파 과정, 전자기학, 유체역학, 양자역학 등 수많은 역학계에 관련된 예가 많다.

## 정의
{\displaystyle M}과 {\displaystyle N}이 매끄러운 다양체라고 하자. 편미분 방정식은 다음과 같은 꼴의 미분 방정식이다.
{\displaystyle F(x,u,\nabla _{i}u,\nabla _{i}\nabla _{j}u,\dots ,\nabla _{i_{1}}\cdots \nabla _{i_{k}}u)=0}
{\displaystyle x\in M,\;u\colon M\to N}
여기서 미분 연산자의 최고 계수 {\displaystyle k}를 편미분 방정식의 계수(영어: order)라고 하며, 이러한 꼴의 편미분 방정식을 {\displaystyle k}계 편미분 방정식이라고 한다. 만약 다양체 {\displaystyle N}이 2차원 이상이라면 이를 연립 편미분 방정식이라고 하며, 만약 {\displaystyle N}이 1차원이라면 비연립 편미분 방정식이라고 한다.

## 분류

### 1계 편미분 방정식
1계 편미분 방정식은 대체로 특성곡선법을 사용하여 풀 수 있다. 매끄러운 다양체 {\displaystyle M} 위의 일반적인 (비연립) 1계 편미분 방정식은 다음과 같은 꼴이다.
{\displaystyle F(x,u,\partial u/\partial x)=0\qquad (x\in M,\;u(x)\in \mathbb {R} )}
여기서 {\displaystyle u_{x_{i}}=\partial u/\partial x_{i}}이다. 이 경우, 임의의 해 {\displaystyle u(s)=u(x^{i}(s))}는 다음과 같은 상미분 방정식을 만족시킨다.
{\displaystyle {\frac {{\dot {x}}_{i}}{\partial F/\partial (\partial u/\partial x_{i})}}=-{\frac {1}{\partial F/\partial x_{i}+(\partial u/\partial x^{i})\partial F/\partial u}}{\dot {p}}^{i}={\frac {\dot {u}}{\sum _{i}p_{i}(\partial F/\partial p_{i})}}}
따라서, 이 상미분 방정식을 풀어서 편미분 방정식의 해들을 찾을 수 있다.

### 2계 편미분 방정식
매끄러운 다양체 {\displaystyle M} 위의 일반적인 (비연립) 2계 편미분 방정식은 일반적으로 다음과 같은 꼴이다.
{\displaystyle Q(\nabla _{i}\nabla _{j}u,x)+F(\nabla _{i}u,u,x)=0\qquad (x\in M,\;u(x)\in \mathbb {R} )}
따라서, {\displaystyle Q\colon M\to \operatorname {Sym} ^{2}TM}는 {\displaystyle M}의 각 점에 실수 이차 형식을 정의한다. 이는 실베스터 관성법칙에 따라 이차 형식의 고윳값들의 부호에 따라서 분류할 수 있다. 구체적으로, 어떤 주어진 점 {\displaystyle x\in M}에서
- 만약 {\displaystyle Q_{x}}의 모든 고윳값들이 양수라면, 이 2계 편미분 방정식이 타원형 편미분 방정식(영어: elliptic partial differential equation)이라고 한다.
  - 라플라스 방정식 {\displaystyle u_{yy}+u_{xx}=0}이 대표적인 예이다.
- 만약 {\displaystyle Q_{x}}의 모든 고윳값들이 음이 아닌 실수이며, 0인 고윳값이 존재한다면, 이 2계 편미분 방정식이 포물형 편미분 방정식(영어: parabolic partial differential equation)이라고 한다.
  - 열 방정식 {\displaystyle u_{t}-u_{xx}=0}이 대표적인 예이다.
- 만약 {\displaystyle Q_{x}}가 음의 고윳값을 갖는다면, 이 2계 편미분 방정식이 쌍곡형 편미분 방정식(영어: hyperbolic partial differential equation)이라고 한다.
  - 파동 방정식 {\displaystyle u_{tt}-u_{xx}=0}이 대표적인 예이다.

타원형·포물형·쌍곡형 방정식들은 각각 현저히 다른 현상을 보인다.

### 선형 편미분 방정식
매끄러운 다양체 {\displaystyle M}에서 벡터 공간 {\displaystyle V}로 가는 함수 {\displaystyle u\colon M\to V}에 대한 선형 편미분 방정식은 다음과 같은 꼴이다.
{\displaystyle c_{0}(x)u(x)+c_{1}^{i}(x)\nabla _{i}u(x)+c_{2}^{ij}(x)\nabla _{i}\nabla _{j}u(x)+\cdots +c_{k}^{i_{1}\cdots i_{k}}(x)\nabla _{i_{1}}\cdots \nabla _{i_{k}}u(x)=0}
이는 {\displaystyle M} 위의, {\displaystyle V}값을 갖는 매끄러운 함수들의 벡터 공간 {\displaystyle {\mathcal {C}}^{\infty }(M,V)} 위에 정의된 선형작용소의 고윳값 방정식이다. 즉, 이 경우 해 {\displaystyle u(x)}는 선형작용소
{\displaystyle T=c_{0}(x)+c_{1}^{i}(x)\nabla _{i}+\cdots +c_{k}^{i_{1}\cdots i_{k}}(x)\nabla _{i_{1}}\cdots \nabla _{i_{k}}}
에 대하여 고윳값이 0인 고유벡터를 이룬다. 이 경우, 함수해석학과 작용소 이론을 적용할 수 있다.

## 예
- 열 방정식
- 파동 방정식
- 전신 방정식
- 슈뢰딩거 방정식
- 라플라스 방정식
- 푸아송 방정식
- 헬름홀츠 방정식
- 맥스웰 방정식
- 런던 방정식
- 연속 방정식
- 라그랑주 방정식
- 해밀턴 방정식
- 해밀턴-야코비 방정식
- 나비에 스토크스 방정식

## 같이 보기
- 열 방정식
- 파동 방정식
- 라플라스 방정식
- 헬름홀츠 방정식
- 클라인-고든 방정식
- 푸아송 방정식
- 나비에-스토크스 방정식
- 버거스 방정식
- 디리클레 경계 조건
- 노이만 경계 조건
- 점화식

## 참고 문헌
- Kreyszig, Erwin (1999). 《Advanced Engineering Mathematics》 8판. John Wiley & Sons. ISBN 0-471-15496-2.
- Andrei D. Polyanin, William E. Schiesser,  Alexei I. Zhurov. “Partial differential equation”. 《Scholarpedia》 3 (10): 4605. doi:10.4249/scholarpedia.4605.